# Hacienda Valparaíso

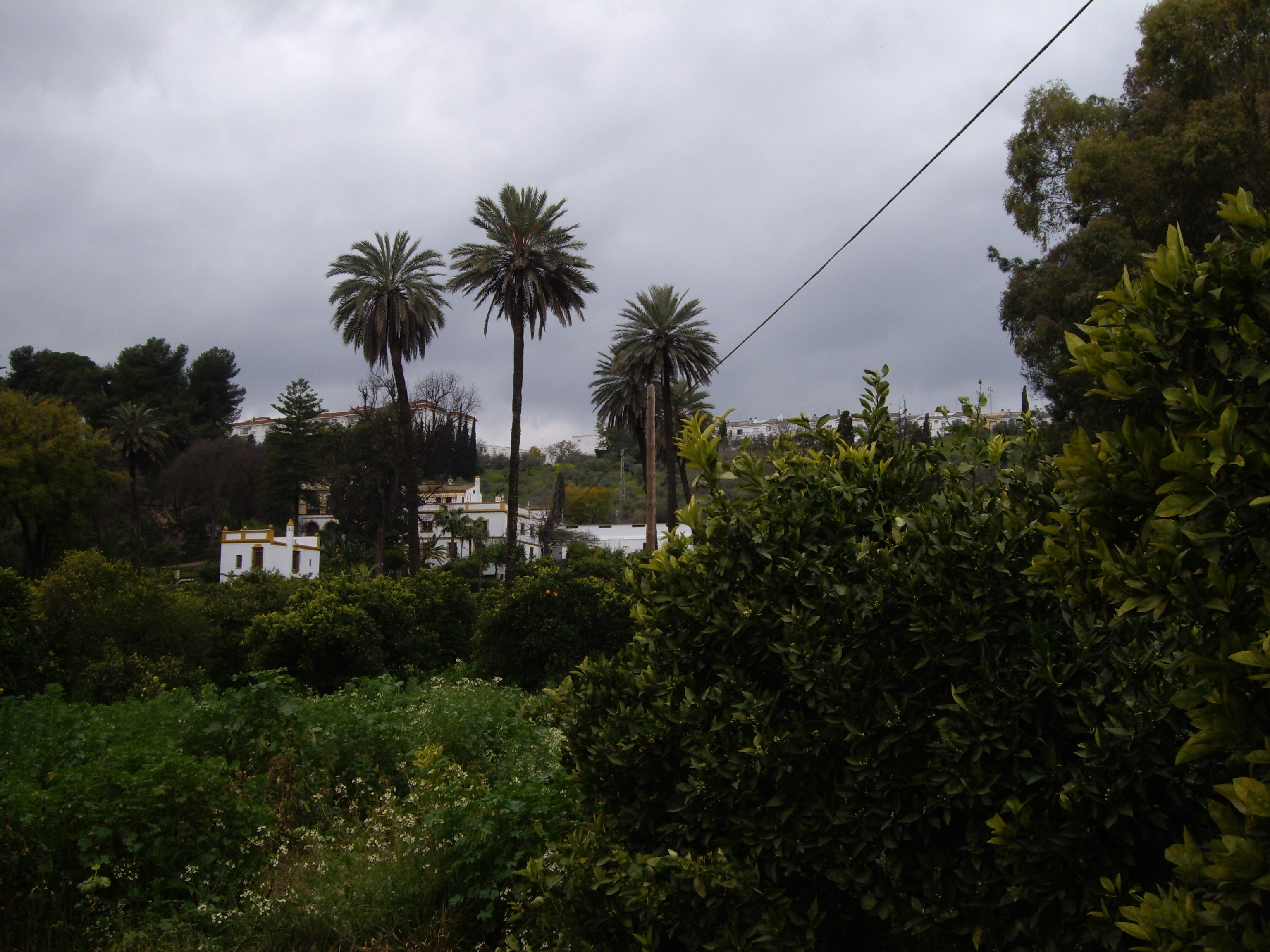
La hacienda Valparaíso en San Juan de Aznalfarache, provincia de Sevilla.

La hacienda Valparaíso es un inmueble ubicado en San Juan de Aznalfarache. Fue construido en el siglo XVIII. En ella se inspiró José Zorrilla para la escena del sofá de la obra Don Juan Tenorio, en la que don Juan se encuentra con doña Inés.

## Geografía
Está situada en la cornisa del Aljarafe, en la vaguada de Valparaíso, a 400 metros de la hacienda Simón Verde. Tiene un manantial de agua subterránea, que se supone que circula por rocas detríticas. Antes era usada para el riego de la huerta de naranjos. Tiene 21,5 hectáreas de superficie.

## Historia
Fue construida en el siglo XVIII como casa-palacio en estilo barroco sevillano. El conde de Peñaflor y marqués de la Montana y su familia vivían todo el año en Sevilla, en la calle Jesús, y se trasladaban a esta hacienda en veraneo.

## Cristo de Valparaíso
La capilla de la hacienda, que se conserva, antes era un oratorio público donde se veneraba al Cristo de Valparaíso, que se conserva en el convento jesuita de Portaceli trasladado por el hijo sacerdote de la familia tras la venta de ha hacienda. En 1948 fue comprada por el abogado Alfonso Palomino Blázquez, que mandó hacer un nuevo cristo al escultor Francisco Buita Fernández y hoy se encuentra en la capilla.
Existe leyenda de una carabela con frailes franciscanos que partió de Sevilla a América con tres crucificados y, al no andar la carabela, pensaron que era por sobrepeso y dejaron uno en Sevilla (el Cristo de la Vera Cruz de Sevilla, que se encontraba en el antiguo convento de la plaza San Francisco). Posteriormente, la carabela comenzó a avanzar, pero se detuvo de nuevo y volvieron a descargar un crucificado a la altura de San Juan de Aznalfarache (el Cristo de Valparaíso, en la hacienda Valparaíso). A la altura de Coria del Río descargaron otro crucificado, el de la Vera Cruz de la ermita de San Juan. Supuestamente, los clérigos de la carabela fundarían la ciudad de Veracruz en México.

## Cementerio de perros
La hacienda cuenta con un cementerio para perros desde principios del siglo XX y con un monumento con escultura dedicado a la meditación canina.